# Werner Kunkel
Werner Kunkel (* 18. Juli 1922 in Magdeburg; † 1. Juli 2017 in Braunschweig) war ein deutscher Maler, Zeichner und Grafiker.

## Leben
Nach seinem Schulabschluss 1940 begann Kunkel eine Kaufmannslehre. Von 1941 bis 1945 leistete er Militärdienst als Telefonist an der Ostfront. Im Oktober 1945 wurde er aus sowjetischer Kriegsgefangenschaft entlassen. Auf Empfehlung von Karl Hofer wurde er zur Aufnahmeprüfung an der Hochschule für bildende Künste Berlin (heute Universität der Künste Berlin) zugelassen, wo er von 1948 bis 1954 bei Hans Kuhn in der Klasse für freie  Malerei und Wandgestaltung studierte. Nach seinem Abschluss als Meisterschüler arbeitete Kunkel an Wandgestaltungen Hans Kuhns in Berlin und Süddeutschland mit, u. a. für den Burda-Verlag in Offenburg. Zwischen 1955 und 1957 war er als privater Kunstlehrer von Hubert Burda tätig und begleitete ihn auf zahlreichen Reisen zu europäischen Kunst- und Kulturstätten.
1957 kehrte Kunkel nach Berlin zurück und heiratete die Malerin Anne Schilbach (1927–2006). Von 1962 bis 1986 unterrichtete er als Lehrer für Naturstudien und Aktzeichnen am Berliner Lette-Verein. Nach der Pensionierung zog er nach Lehe/Dithmarschen. Kunkel musste seine Arbeit aus gesundheitlichen Gründen aufgeben und übersiedelte 2007 nach Braunschweig.

## Werk
Als Student im geteilten Berlin erlebte Kunkel nicht nur die politischen Kontroversen des Kalten Krieges, sondern auch den erbittert geführten Bilderstreit zwischen Vertretern der Abstraktion und Anhängern der Gegenständlichkeit. Kunkel wandte sich, bis auf wenige Ausflüge in abstrakte Bildwelten, der realistischen Malerei zu. Sein künstlerisches Werk umfasst, neben Druckgrafiken und einigen Skulpturen, insbesondere Zeichnungen, Skizzenbücher und Ölbilder. 
Von wenigen Ausstellungsbeteiligungen – 1957, 1958 und 1960 bei der Großen Berliner Kunstausstellung (GBK) – abgesehen, hielt sich Kunkel bewusst abseits der Kunstszene. 1960 malte er das Haus der Großverlegerin Aenne Burda in Taormina. Erst im Jahr 1981 stellte er wieder auf der Freien Berliner Kunstausstellung (FBK) aus. Im Jahr 2005 zeigte der Kunstverein Offenburg anlässlich des 65. Geburtstages von Hubert Burda unter dem Titel Rund um den Hochzeitsschrank eine Retrospektive des Werkes von Werner Kunkel, das Georgis Zwach u. a. wie folgt beschrieb: „Die vielen veristischen Zeichnungen und Studien von Skeletten und Figuren, die Bilder von Strandgut und Fischernetzen, die statuarisch Porträtierten, deren Besonderheit in der präzisen und teilweise fast peniblen Erfassung des Gegenstands liegen, vermitteln dennoch Distanz zu ihrem Umfeld … Im Rückblick auf die wesentlichen, den eigenen Stil prägenden Jahre nach 1950 sind die vielfältigen Einflüsse auf sein Werk schnell auszumachen. Die Realismus-Fortführung eines Karl Hofer, der von Cézanne überlieferte tektonische Bildaufbau der Landschaften und ihre Farbrhythmen. Kunkels Bilder … orientieren sich an Klassizität und Sachlichkeit von Vorläufern, die gleichwohl magische Dimensionen im Nüchternen aufscheinen lassen. Daneben finden sich Proben einer unerwarteten graziösen Leichtigkeit: clowneske, … etwas surreale Radfahrer, Naturimpressionen in jugendstiligem Mauve und Grün und die Ischia-Bilder, die an Werner Gilles und Hans Purrmann denken lassen. Kunkel ist kein Neuerer, aber ganz gewiss ein Repräsentant einer hohen Malkultur im besten Sinne.“ Werner Kunkel ist unter anderem mit vielen Werken in der Sammlung Schubert in Berlin und in der Sammlung von Hubert Burda vertreten.

## Ausstellungen (Auswahl)
- 1952: 2. Ausstellung des Deutschen Künstlerbundes – Berliner Neue Gruppe, Staatenhaus, Köln
- 1957: Große Berliner Kunstausstellung
- 1958: Große Berliner Kunstausstellung
- 1960: Große Berliner Kunstausstellung
- 1981: Freie Berliner Kunstausstellung
- 2005: Retrospektive, Werner Kunkel und Anne Kunkel-Schilbach, Rund um den Hochzeitsschrank, Kunstverein Offenburg[7][8]
- 2006: Weihnachtsausstellung Wunschzettel, Alte Burda-Druckerei, Offenburg[9]
- 2007: Werner Kunkel – Malerei und Zeichnungen, Galerie Schubert, Berlin
- 2008: Werner Kunkel – ein fast Unbekannter, Galerie Schubert, Berlin[10]
- 2009–2010: Aenne Burda – Ein Leben für die Mode, Museum im Ritterhaus, Offenburg[11]
- 2022: Werner Kunkel: Ein Maler abseits der Kunstszene, Galerie Brusberg, Berlin[12]